# The Week-End
The Week-End er en amerikansk stumfilm fra 1920 af George L. Cox.

## Medvirkende
- Margarita Fischer som Vera Middleton
- Milton Sills som Arthur Tavenor
- Bertram Grassby som Spencer Jardine
- Harvey Clark som Watt Middleton
- Mary Wise som Mrs. Watt Middleton
- Mayme Kelso som Mrs. Grace Maynard
- Beverly Travers som Mrs. Clara Churchill
- Harry Lonsdale som James Corbin
- Lillian Leighton som Mrs. James Corbin